# Aedicula

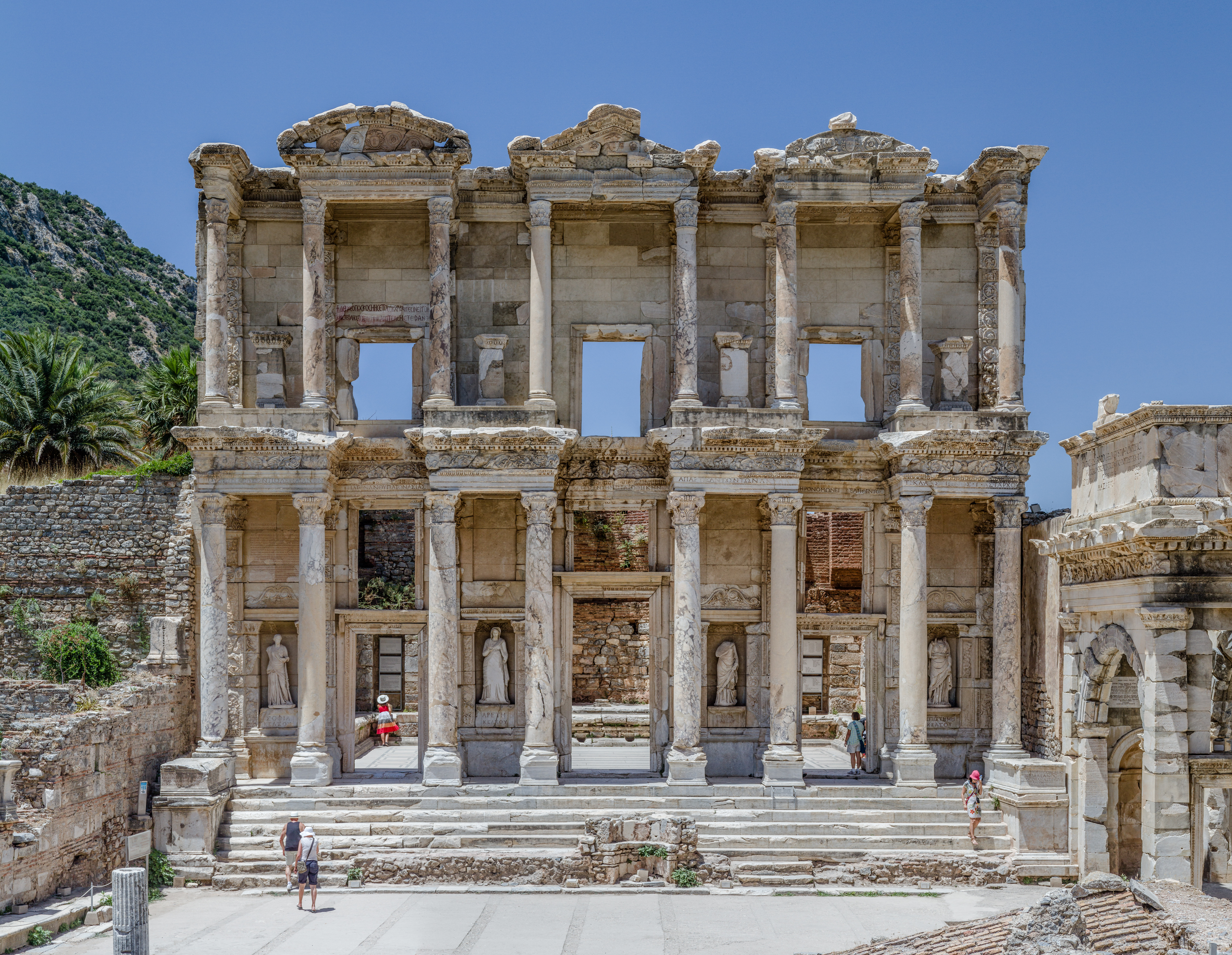
Bibliotheek van Celsus in Efeze met aediculae aan de voorkant

Aedicula (vertaling Latijn: klein huis, tempeltje, godshuisje) wordt in de bouwkunst gebruikt om de ombouw van een nis aan te duiden. De aedicula bestaat uit pilaren, zuilen of pilasters en een fronton en werd in Romeinse tempels gebruikt als aanbouw om een beeld in te plaatsen. 
In de Middeleeuwen werd de term aedicula gebruikt voor het aanduiden van een kleine (graf)kapel.
De term wordt ook gebruikt voor omlijstingen van vensters, ook wel tabernakelvensters genoemd.
De aedicula heeft enkel een decoratieve functie, en wordt sinds de Renaissance vooral voor grafmonumenten en altaren gebruikt.